# Fabien Vorbe
Jean Francis Fabien Vorbe (Port-au-Prince, 4 gennaio 1990) è un ex calciatore haitiano, di ruolo attaccante.

## Carriera

### Club
Ha giocato nella massima serie haitiana ed in quella indiana.

### Nazionale
Nel 2010 ha esordito in nazionale.

## Statistiche

### Cronologia presenze e reti in nazionale
| Cronologia completa delle presenze e delle reti in nazionale ― Haiti | Cronologia completa delle presenze e delle reti in nazionale ― Haiti | Cronologia completa delle presenze e delle reti in nazionale ― Haiti | Cronologia completa delle presenze e delle reti in nazionale ― Haiti | Cronologia completa delle presenze e delle reti in nazionale ― Haiti | Cronologia completa delle presenze e delle reti in nazionale ― Haiti | Cronologia completa delle presenze e delle reti in nazionale ― Haiti | Cronologia completa delle presenze e delle reti in nazionale ― Haiti |
| Data                                                                 | Città                                                                | In casa                                                              | Risultato                                                            | Ospiti                                                               | Competizione                                                         | Reti                                                                 | Note                                                                 |
| -------------------------------------------------------------------- | -------------------------------------------------------------------- | -------------------------------------------------------------------- | -------------------------------------------------------------------- | -------------------------------------------------------------------- | -------------------------------------------------------------------- | -------------------------------------------------------------------- | -------------------------------------------------------------------- |
| 4-11-2010                                                            | Marabella                                                            | Saint Vincent e Grenadine                                            | 1 – 3                                                                | Haiti                                                                | Qual. Coppa dei Caraibi 2010                                         | -                                                                    | 61’                                                                  |
| 6-11-2010                                                            | Marabella                                                            | Trinidad e Tobago                                                    | 4 – 0                                                                | Haiti                                                                | Qual. Coppa dei Caraibi 2010                                         | -                                                                    | 71’                                                                  |
| 5-3-2014                                                             | Kosovska Mitrovica                                                   | Kosovo                                                               | 0 – 0                                                                | Haiti                                                                | Amichevole                                                           | -                                                                    | ?’                                                                   |
| 2-9-2016                                                             | Port-au-Prince                                                       | Haiti                                                                | 0 – 1                                                                | Costa Rica                                                           | Qual. Mondiali 2018                                                  | -                                                                    | 73’                                                                  |
| 13-11-2016                                                           | Basseterre                                                           | Saint Kitts e Nevis                                                  | 0 – 2                                                                | Haiti                                                                | Qual. Coppa dei Caraibi 2017                                         | -                                                                    | 83’                                                                  |
| 29-5-2018                                                            | Buenos Aires                                                         | Argentina                                                            | 4 – 0                                                                | Haiti                                                                | Amichevole                                                           | -                                                                    | 46’                                                                  |
| Totale                                                               |                                                                      | Presenze                                                             | 6                                                                    |                                                                      | Reti                                                                 | 0                                                                    |                                                                      |